# Sonnenberg (Winterthur)

Karte des Quartiers

Sonnenberg ist ein Quartier der Stadt Winterthur, das zum Stadtkreis 3 (Seen) gehört.

## Geografie
Das Quartier liegt am Westhang des Hegi- und Etzberges nordwestlich des Bahnhofs Winterthur Seen. Die westliche Grenze zu den Quartieren Waser und Büelwiesen bildet die Bahnlinie der Tösstalbahn. Im Süden verläuft die Grenze zu Oberseen zuerst entlang der Florenstrasse und dann entlang dem Stockenerfussweg den Hang hinauf. Im zum Quartiergebiet gehörenden Wald grenzt Sonnenberg an das zu Oberwinterthur gehörende Ricketwil. Im Norden liegt das zu Oberwinterthur gehörende Quartier Hegi, wobei der Grenzverlauf grösstenteils im Hegibergwald liegt, dem nördlichen Teil des zum Quartier gehörenden Waldgebiets.
Das Einfamilienhausquartier wird vom kleinen Haarbach durchflossen. Er wird beim Bahnhof eingedolt und unterirdisch zum Mattenbach geleitet.

## Bildung
Die Primarschüler im Quartier Sonnenberg besuchen das Schulhaus Tägelmoos im Quartier Waser. Die Sekundarschule Büelwiesen ist im gleichnamigen Quartier. Weiterführende Schulen gibt es im Stadtzentrum. An der Florenstrasse liegt die heilpädagogische Michaelsschule der Stadt Winterthur.

## Geschichte
In den 1920er Jahren wurden am Sonnenberg nördlich des Bahnübergangs erste Einfamilienhäuser entlang der Arberg- und Etzbergstrasse sowie dem Weidweg gebaut. 1929 erstellte der Winterthurer Stadtplaner Albert Bodmer einen Bebauungsplan für den Seemer Osthang, zu dem Teile das heutige Quartier Sonnenberg und Teile Oberseens gehörten. Der Plan umfasste öffentliche Gebäude sowie einseitige Baumalleen entlang der Haupterschliessungsstrassen. Der Plan Bodmers wurde jedoch nicht umgesetzt, in der ab den 1950er-Jahren langsam wieder aufgenommenen Bautätigkeit wurden keine öffentlichen Gebäude am Seemer Osthang erbaut und die heutige Strassenführung endet im Gegensatz zum dazumaligen Plan häufig in Sackgassen.

## Verkehrsanbindung
Der Bahnhof Winterthur Seen am Fuss des Quartiers bietet direkte S-Bahn-Verbindungen ins Winterthurer Stadtzentrum und nach Zürich an.